# Cordylepherus viridis
Cordylepherus viridis is een keversoort uit de familie van de bloemweekschilden (Melyridae). 

## Uiterlijke kenmerken
Cordylepherus viridis is vier tot vijf millimeter groot. Het exoskelet is metaalachtig groen met meestal een blauwige tint. De antennes zijn lang en dun en alle segmenten zijn langwerpig. De eerste segmenten zijn rood of geel. Bij het mannetje is het eerste segment breder dan bij het vrouwtje. De tarsi (pootuiteinden) zijn zwart.
De dekschilden (elytra) lopen naar de voorzijde taps toe en hebben aan de achterzijde een onduidelijke, dofrode rand. De punt van het zwarte achterlijf reikt verder dan de dekschilden. De zijkanten van de kop, het halsschild (pronotum) en de zijkanten van de dekschilden zijn bedekt met lange, rechtopstaande borstels (setae).

### Gelijkende soorten
De volwassen kever kan worden verward met andere sympatrische bloemweekschilden. De zeer algemene roodvlekweekkever (Malachius bipustulatus) is iets groter, helderder groen, heeft rode hoeken aan de voorzijde van het halsschild, een duidelijkere rode rand aan de achterzijde van de dekschilden en anders gevormde antennes.
Cordylepherus viridis lijkt ook sterk op soorten uit het geslacht Clanoptilus. C. barnevillei heeft gele tarsi, C. marginellus  heeft een halsschild met lichtgekleurde randen en C. strangulatus is relatief doffer en mist de borstels op de dekschilden.

## Verspreidingsgebied
Cordylepherus viridis is een algemeen voorkomende en wijdverspreide kever in het Palearctisch gebied. Hij komt voor in heel Europa, van Noord-Algerije tot het zuiden van Scandinavië en van de Britse Eilanden tot de Kaukasus, Afghanistan, Siberië en Mongolië. De kever komt in een verscheidenheid van biotopen voor, van laagland tot berggebieden en van de kust tot vochtige gebieden in het binnenland, zowel in bossen als in agrarisch gebied.

## Levenswijze
De volwassen kevers zijn van mei tot augustus op bloemen en grassen te zien. Ze vliegen goed en zijn het actiefst in de felle zon. Van eind juni tot juli worden de eieren gelegd tussen schors of op rottend hout. De roofzuchtige larven overwinteren hier en verpoppen tussen april en juni. De volwassen kevers voeden zich aanvankelijk met meidoornbloesem en later met schermbloemen en composieten. Ze voeden zich met stuifmeel van deze planten, maar ook met larven en kleine insecten die zich op de bloemen bevinden.